# Didymoglossum chamaedrys
Didymoglossum chamaedrys är en hinnbräkenväxtart som först beskrevs av Taton och som fick sitt nu gällande namn av Jacobus Petrus Roux.
Didymoglossum chamaedrys ingår i släktet Didymoglossum och familjen Hymenophyllaceae. Inga underarter finns listade i Catalogue of Life.